# Torneo Godó 1984
Il Torneo Godó 1984 è stato un torneo di tennis giocato sulla terra rossa. È stata la 32ª edizione del Torneo Godó,
che fa parte del Volvo Grand Prix 1984. Si è giocato al Real Club de Tenis Barcelona di Barcellona in Spagna, dall'1 al 7 ottobre 1984.

## Campioni

### Singolare
Mats Wilander ha battuto in finale  Joakim Nyström con il punteggio di 7–6, 6–4, 0–6, 6–2

### Doppio
Pavel Složil /  Tomáš Šmíd hanno battuto in finale  Martín Jaite /  Víctor Pecci con il punteggio di 6–2, 6–0